# 陳邦彥 (萬曆進士)
陳邦彥（1530年—1615年），字汝美，號望江，直隸池州府青陽縣人，民籍，明朝政治人物。

## 生平
嘉靖三十七年（1558年）戊午科應天府鄉試第二十一名，萬曆二年（1574年）甲戌科會試第一百七十九名，登二甲第三十三名進士。初授工部都水司主事，管徐州吕梁洪工部分司，升郎中。

## 家族
曾祖陳潾；祖父陳頊；父陳鏳。母高氏；繼母王氏。永感下。